# Coronation chicken

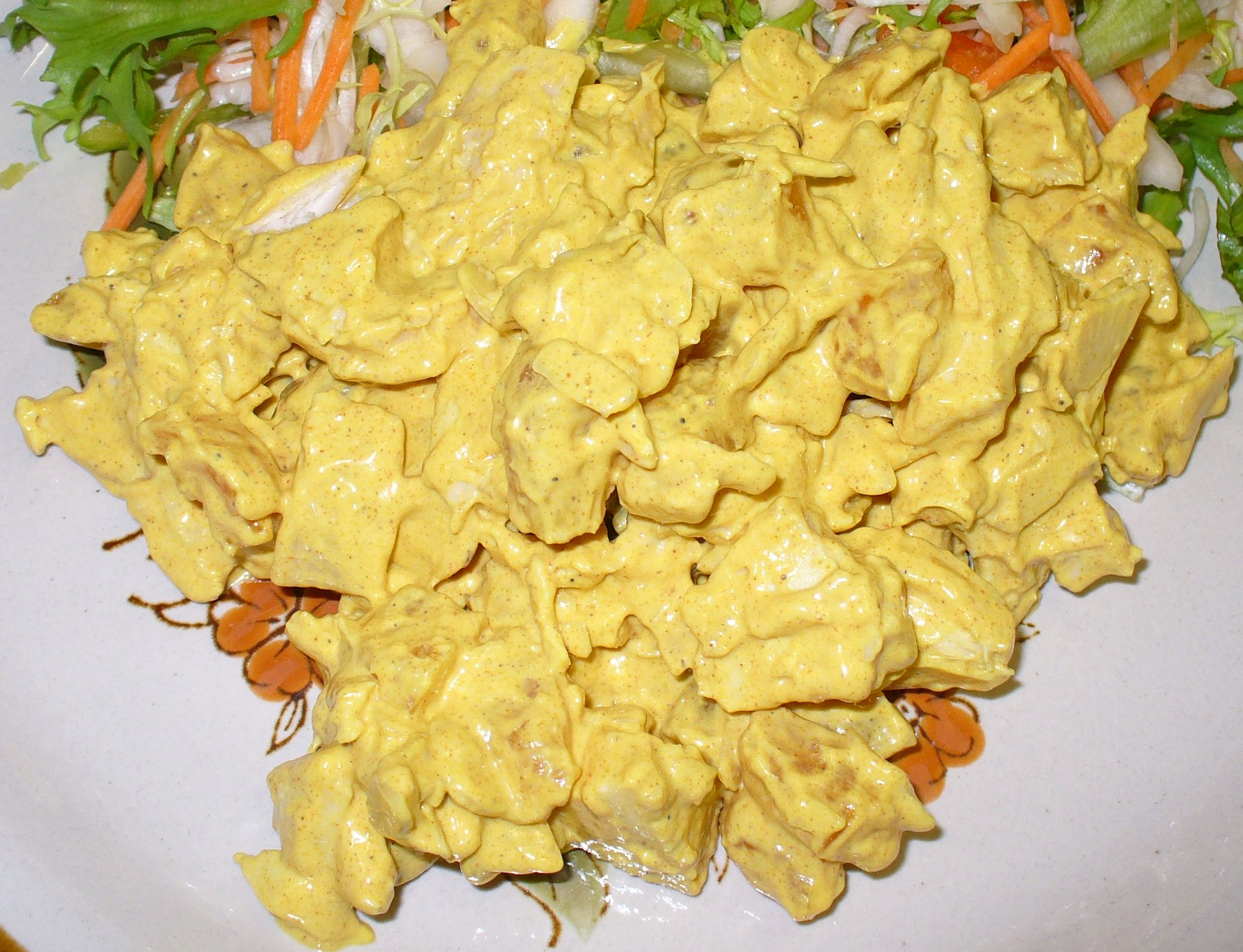
Coronation chicken

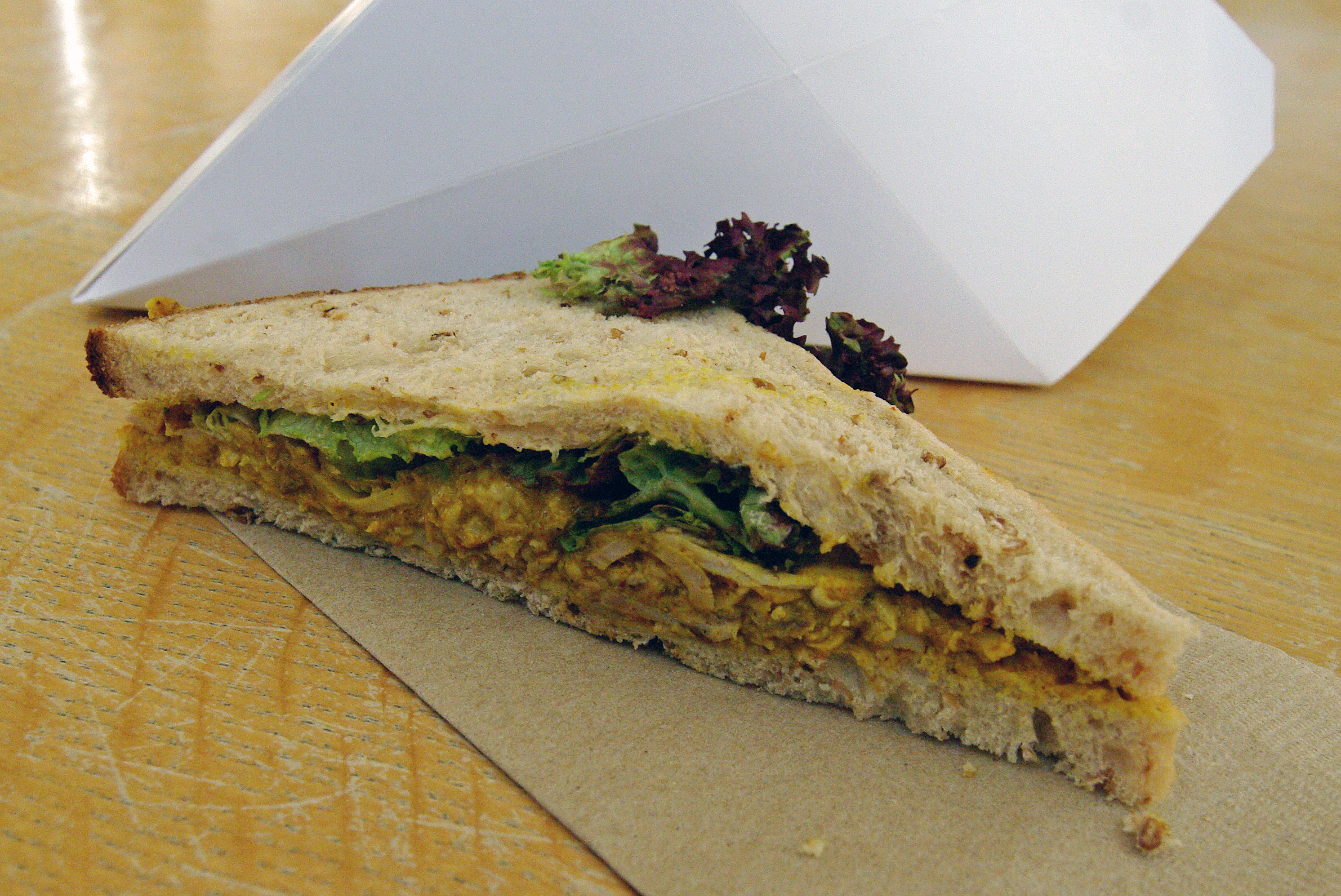
Coronation chicken jako nadzienie kanapki sprzedawanej jako danie gotowe

Coronation chicken – potrawa kuchni brytyjskiej w postaci kawałków kurczaka w sosie curry na bazie majonezu, spożywana na zimno.
Potrawa powstała z okazji koronacji Elżbiety II w 1953 roku. Po raz pierwszy zaserwowana została podczas bankietu dla przedstawicieli zagranicznych biorących udział w tej uroczystości. Danie figurowało w menu pod francuską nazwą poulet reine Elizabeth („kurczak królowej Elżbiety”), z czasem ugruntowała się jednak nazwa coronation chicken (z ang. „kurczak koronacyjny”). Przepis opracowała Rosemary Hume, współzałożycielka londyńskiego oddziału szkoły kulinarnej Le Cordon Bleu, we współpracy z Constance Spry oraz swoimi studentami. Podobne danie podawane było wcześniej podczas srebrnego jubileuszu Jerzego V w 1935 roku.
Przepis na coronation chicken w formie drukowanej pojawił się po raz pierwszy w 1956 roku w wydanej przez Spry, we współpracy z Hume, książce kulinarnej The Constance Spry Cookery Book. Było to na ówczesne warunki danie ekskluzywne. Do 1954 roku w Wielkiej Brytanii prowadzona była reglamentacja mięsa (relikt szerzej zakrojonego racjonowania żywności zapoczątkowanego podczas II wojny światowej). Kurczak pozostawał dla wielu towarem trudno dostępnym ze względu na wysokie ceny. Przyprawy curry były praktycznie nieznane. W latach 70. i 80. potrawa weszła jednak na stałe do brytyjskiego kanonu kulinarnego, szczególną popularność zyskując jako danie bufetowe oraz serwowane podczas przyjęć dla większej liczby osób. Spopularyzowane zostało także jako lekkie danie lunchowe i nadzienie do kanapek. Współcześnie w postaci gotowej jest powszechnie dostępne w brytyjskich supermarketach.
Według oryginalnego przepisu, kurczaka gotuje się w całości w wodzie, na wolnym ogniu, z dodatkiem marchwi, wina i ziół (tymianek, liść laurowy, pietruszka, pieprz czarny). Mięso poddaje się następnie schłodzeniu, luzuje (usuwa kości) i polewa sosem, przygotowanym poprzez wymieszanie rozcieńczonego śmietaną majonezu, przecieru morelowego oraz podgotowanej mieszanki krojonej cebuli, przyprawy curry, przecieru pomidorowego, czerwonego wina oraz innych dodatków (liść laurowy, sól, pieprz, cukier, sok z cytryny). Całość serwuje się na chłodno, z sałatką z ryżu, groszku i słodkiej papryki chili. Na przestrzeni lat powstały liczne warianty potrawy. Często spotykanym dodatkiem do sosu są rodzynki. Nierzadko potrawa sporządzana jest w mocno uproszczony sposób, poprzez wymieszanie schłodzonych, ugotowanych kawałków kurczaka z majonezem i przyprawą curry. 